# Championnat de France de football de deuxième division 1956-1957
Navigation
Division Interrégionale 1955-1956 Division Interrégionale 1957-1958
Le Championnat de France de football D2 1956-1957 avec une poule unique de 20 clubs, voit l’attribution du titre à l’Olympique d'Alès, qui accède à la première division en compagnie de l’AS Béziers et du Lille Olympique Sporting Club.

## Les 20 clubs participants
| - AS Aix - Olympique d'Alès - RCFC Besançon - Girondins de Bordeaux - AS Béziers - AS Cannes - FC Grenoble - Le Havre AC - Lille OSC - SO Montpellier | - FC Nantes - CA Paris - Stade Français - Perpignan FC - Red Star Olympique - RC Roubaix - FC Rouen - FC Sète - SC Toulon - AS Troyes |

## Classement final
| #  | Club                  | Joués | V  | N  | D  | bp:bc | +/- | Points |
| -- | --------------------- | ----- | -- | -- | -- | ----- | --- | ------ |
| 1  | Olympique d'Alès      | 38    | 24 | 8  | 6  | 58-36 | +22 | 56     |
| 2  | AS Béziers            | 38    | 20 | 13 | 5  | 58-38 | +20 | 53     |
| 3  | Lille OSC             | 38    | 21 | 10 | 7  | 99-51 | +48 | 52     |
| 4  | AS Troyes             | 38    | 17 | 11 | 10 | 71-46 | +25 | 45     |
| 5  | Girondins de Bordeaux | 38    | 15 | 13 | 10 | 67-48 | +19 | 43     |
| 6  | FC Grenoble           | 38    | 16 | 9  | 13 | 63-49 | +14 | 41     |
| 7  | SC Toulon             | 38    | 18 | 5  | 15 | 70-56 | +14 | 41     |
| 8  | Le Havre AC           | 38    | 15 | 11 | 12 | 62-55 | +7  | 41     |
| 9  | FC Rouen              | 38    | 16 | 8  | 14 | 64-48 | +16 | 40     |
| 10 | Stade Français        | 38    | 14 | 11 | 13 | 53-51 | +2  | 39     |
| 11 | SO Montpelliérain     | 38    | 16 | 6  | 16 | 56-71 | -15 | 38     |
| 12 | FC Sète               | 38    | 14 | 9  | 15 | 47-53 | -6  | 37     |
| 13 | FC Nantes             | 38    | 13 | 10 | 15 | 56-64 | -8  | 36     |
| 14 | Perpignan FC          | 38    | 12 | 12 | 14 | 35-44 | -9  | 36     |
| 15 | CO Roubaix-Tourcoing  | 38    | 14 | 4  | 20 | 49-55 | -6  | 32     |
| 16 | RCFC Besançon         | 38    | 12 | 6  | 20 | 45-61 | -16 | 30     |
| 17 | AS Aix                | 38    | 12 | 5  | 21 | 41-60 | -19 | 29     |
| 18 | AS Cannes             | 38    | 7  | 13 | 18 | 39-60 | -31 | 27     |
| 19 | CA Paris              | 38    | 6  | 11 | 21 | 41-82 | -41 | 23     |
| 20 | Red Star Olympique    | 38    | 7  | 7  | 24 | 42-88 | -46 | 21     |

# position ; V victoires ; N match nuls ; D défaites ; bp:bc buts pour et buts contre
 Victoire à 2 points

## À l’issue de ce championnat
- L’Olympique d'Alès, l’AS Béziers et le LOSC Lille Métropole sont promus en championnat de première division.
- Équipes reléguées de la première division : le FC Nancy, le Stade rennais UC, et le RC Strasbourg.
- Équipes promues du championnat amateur de division inférieure : le Limoges FC et l'US Forbach.
- Le nombre d’équipes engagées pour le championnat suivant est de 22 équipes.